# Platymantis parkeri
Platymantis parkeri là một loài ếch trong họ Ranidae. Chúng là loài đặc hữu của Papua New Guinea.
Các môi trường sống tự nhiên của chúng là các khu rừng ẩm ướt đất thấp nhiệt đới hoặc cận nhiệt đới, vườn nông thôn, các vùng đô thị, và các khu rừng trước đây bị suy thoái nặng nề.